# タタフ・ポロタナウ

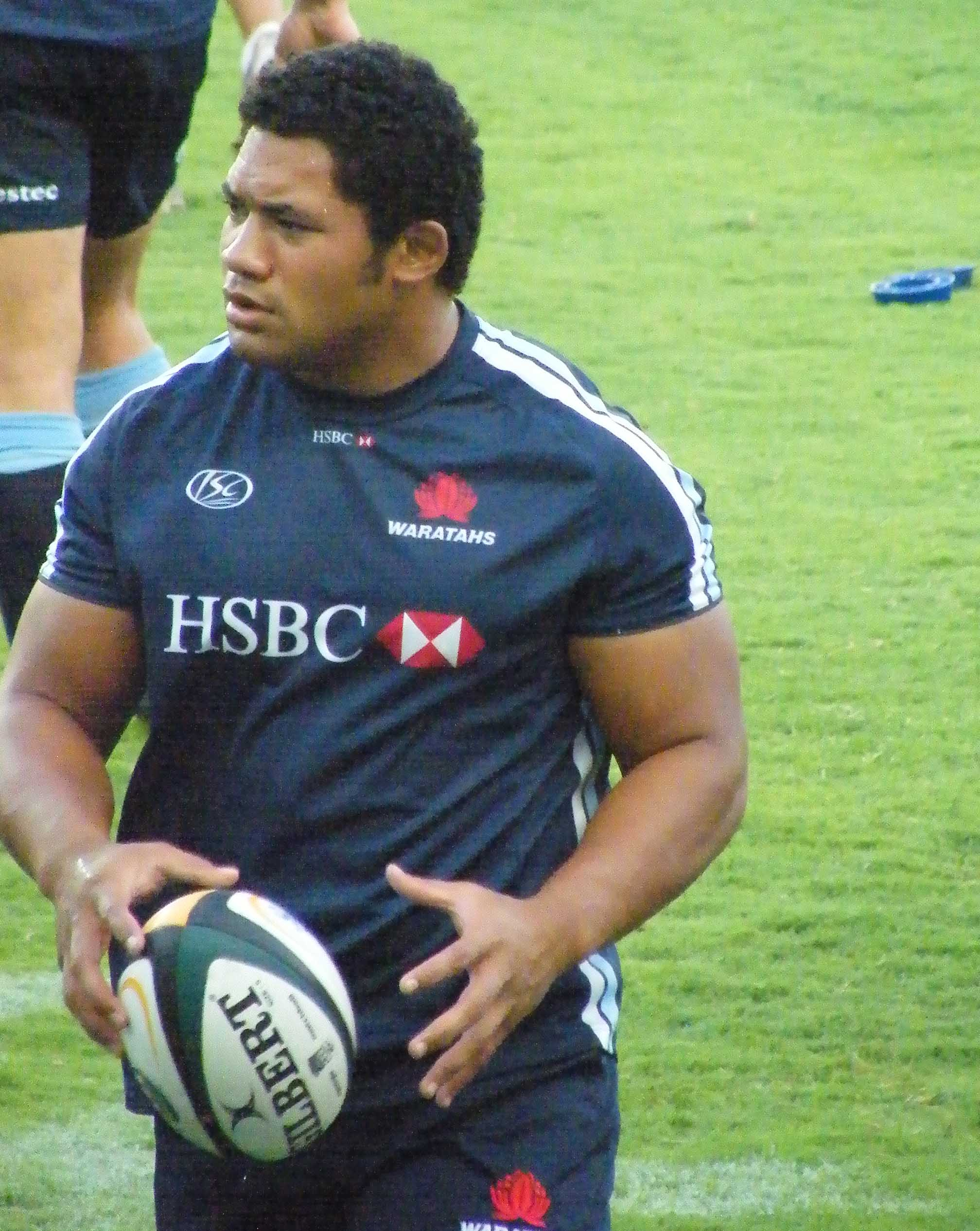
タタフ・ポロタナウ

タタフ・ポロタナウ（Tatafu Polota-Nau 1985年7月26日 - ）は 、オーストラリア出身のラグビー選手。ポジションはフッカー。
プレミアシップ・レスター・タイガースに所属。

## 人物
1985年7月26日、シドニーで生まれる。
身長181cm、体重113kg。
サレジ・マーフとは従兄弟。キング・ハクは遠い親戚。

## キャリア
サウス・グランヴィル・ハイスクール卒業。在学時にラグビーオーストラリア高校代表(Australian Schoolboys)に選出される。
2004年、19歳以下と21歳以下代表の両方に選出され、2005年、21歳以下の世界大会に出場、IRB U21 Player of the Year awardを受賞。
2005年、スーパー12(現スーパーラグビー)のワラターズと契約し、同年、ワラビーズに初選出、イングランド戦で、スーパーラグビー出場経験が無く代表デビューを果たす。
2007年、ウェスタンシドニー・ラムズ(Western Sydney Rams)に入り、オーストラリア・ラグビー・チャンピオンシップ(Australian Rugby Championship)に出場。チームメイトにカートリー・ビール、ベン・アレクサンダー、 ラチー・ターナー(Lachie Turner)、ジョシュ・ホームズ(Josh Holmes)などがいた。

## リンク
- Leicestertigers Tatafu Polota-Nau
- Tatafu Polota-Nau Ultimate Rugby
- Tatafu Polota-Nau Rugby Union
- Wallabies Profile